# 大圍站公共運輸交匯處
大圍站公共運輸交匯處（英文：Tai Wai Station Public Transport Interchange），九巴稱大圍站巴士總站（英文：Tai Wai Railway Station Bus Terminus），前稱大圍火車站巴士總站（英文：Tai Wai KCR Station Bus Terminus）位於香港沙田區大圍港鐵大圍站上蓋項目柏傲莊地面，鄰近大圍站B出口及圍方，原址為青龍水上樂園，設有巴士總站、專綫小巴總站和的士站，為一個室內環狀公共運輸交匯處。

## 歷史

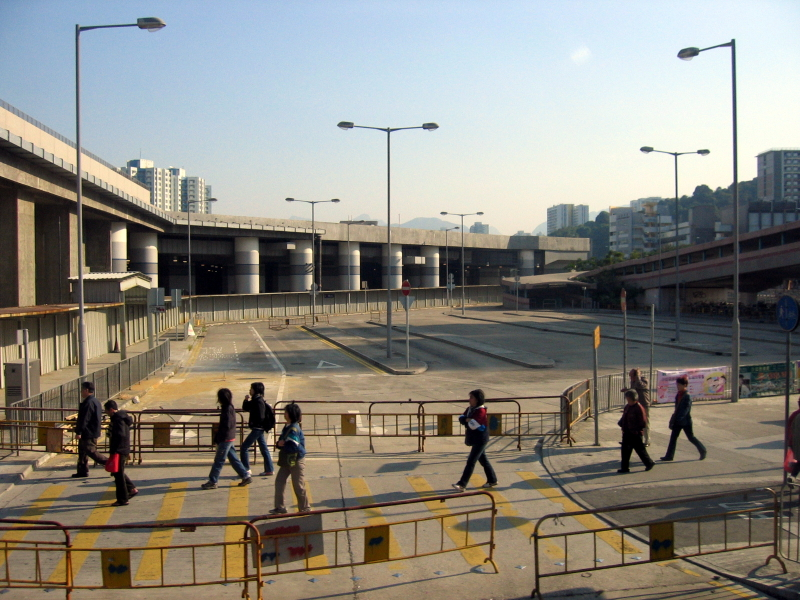
第3代大圍總站（2001-2005年）

大圍站巴士總站共有3代，分別是路邊車站、坑狀露天車站及室內公共運輸交匯處。
首代大圍總站位於大圍道近富嘉花園，1980年代初期至中期運作。當時九廣鐵路（今港鐵東鐵綫路段）尚未電氣化，且大圍站尚未興建，大圍一帶的人口也較少，九龍巴士72A線和85線都是在路邊作終點站，總站名稱為「大圍」。
第2代大圍總站位於大圍站現址以南、大圍歡樂城（原稱「青龍水上樂園」）以西南，於1986年隨大圍站永久車站開放而啟用，總站名稱為「大圍火車站」，是一個坑狀露天車站。第2代大圍總站設有2個入口，分別位於美田路和車公廟路，其中以美田路入口的站位採用U形設計，從車公廟路進入的巴士則單向西行，巴士統一在美田路駛出。
第3代大圍總站即現時的大圍站公共運輸交匯處，於2001年開始與大圍站（馬鞍山鐵路部份）動工興建，室內公共運輸交匯處採用環狀設計，巴士及專綫小巴統一在車公廟路進入、美田路駛出，站內中間設有緩衝區供巴士停泊之用。根據政府規劃，第2代巴士總站也是公共運輸交匯處的一部份，該站臨時向南遷移，以配合工程進行。公共運輸交匯處在歡樂城舊址南面興建，與大圍站擴建部份相連，政府還興建了連接村南道及公共運輸交匯處的行人隧道，方便大圍居民前往車站。
大圍站公共運輸交匯處於2004年12月21日隨馬鞍山鐵路通車而啟用，通車初期與露天臨時總站一併使用，九巴於2005年至2006年期間逐一將巴士站遷移至室內公共運輸交匯處，露天總站已於2005年底永久封閉，到2015年已成為柏傲莊工地的一部分（而站坑亦於2015年工地平整時被夷平）。將來，舊總站部分將提供空間供現有總站擴展，以提供更多小巴站坑。
大圍站的巴士路線變化不大，以中途站為主，九龍巴士72A線及九龍巴士88線是目前唯二全日服務而以大圍站為總站的巴士路線，旅遊路線龍運巴士R42線亦以大圍站為起點。

## 總站路線資料（巴士）

### 九龍巴士46R線
- 大圍站 ↔ 昂船洲軍營

只在昂船洲海軍基地開放日服務，來回程途經青沙公路。

### 九龍巴士72A線
- 大圍站 ↔ 大埔工業邨

本路線提供來往大埔工業邨、大元邨、大埔墟、廣福往來大埔公路（大埔滘、中文大學）、沙田源禾路、乙明邨、美林邨及大圍的服務。

### 城巴79線
- 粉嶺皇后山 ↔ 大圍站

由城巴營運的一條全日服務路線，提供皇后山、軍地及馬尾下經龍山隧道及吐露港公路往來太和、大埔中心、廣福邨、源禾路、沙田圍及秦石邨的巴士服務，於2024年8月25日起投入服務。

### 九龍巴士82D線
- 白石角 ↔ 大圍站

### 九龍巴士82B線
- 美田 → 大圍站

於2014年2月4日投入服務，早上由美田邨單向開往大圍站。

### 九龍巴士88線
- 中秀茂坪 ↔ 大圍站

於2017年7月9日投入服務，提供全日往返秀茂坪、寶達邨、安達邨、安泰邨、四順、彩雲邨、彩虹邨、大老山隧道、沙田圍路、沙田市中心、美林邨及大圍的服務。

### 九龍巴士249X線（特別班次）
- 青衣站 → 大圍站

### 九龍巴士281線
- 大圍站 ↺ 新田圍

於2021年10月1日投入服務，提供全日往返秦石邨及新田圍邨的服務。

### 城巴798P線
- 將軍澳工業邨 ↔ 大圍站

於2022年10月3日投入服務，途經日出康城、百勝角、清水灣半島、將軍澳市中心、將軍澳隧道、觀塘繞道、大老山隧道、沙瀝公路、沙田圍、沙田市中心、美林邨及美松苑，只於星期一至五上午繁忙時間提供服務。

### 城巴B8線
- 大圍站 ↔ 香園圍口岸

於2023年2月11日開辦，途經沙田圍、富豪花園、石門、大埔墟、太和及香園圍公路的服務。

### 龍運巴士R42線
- 大圍站 ↔ 迪士尼樂園

本路線提供大圍新翠邨、秦石邨、沙田市中心、港鐵荃灣站及楊屋道往來香港迪士尼樂園度假區的巴士服務，往迪士尼樂園的服務只於星期日及公眾假期提供，而往大圍站的服務只於香港迪士尼樂園煙花表演結束後提供。

## 總站路線資料（專線小巴）

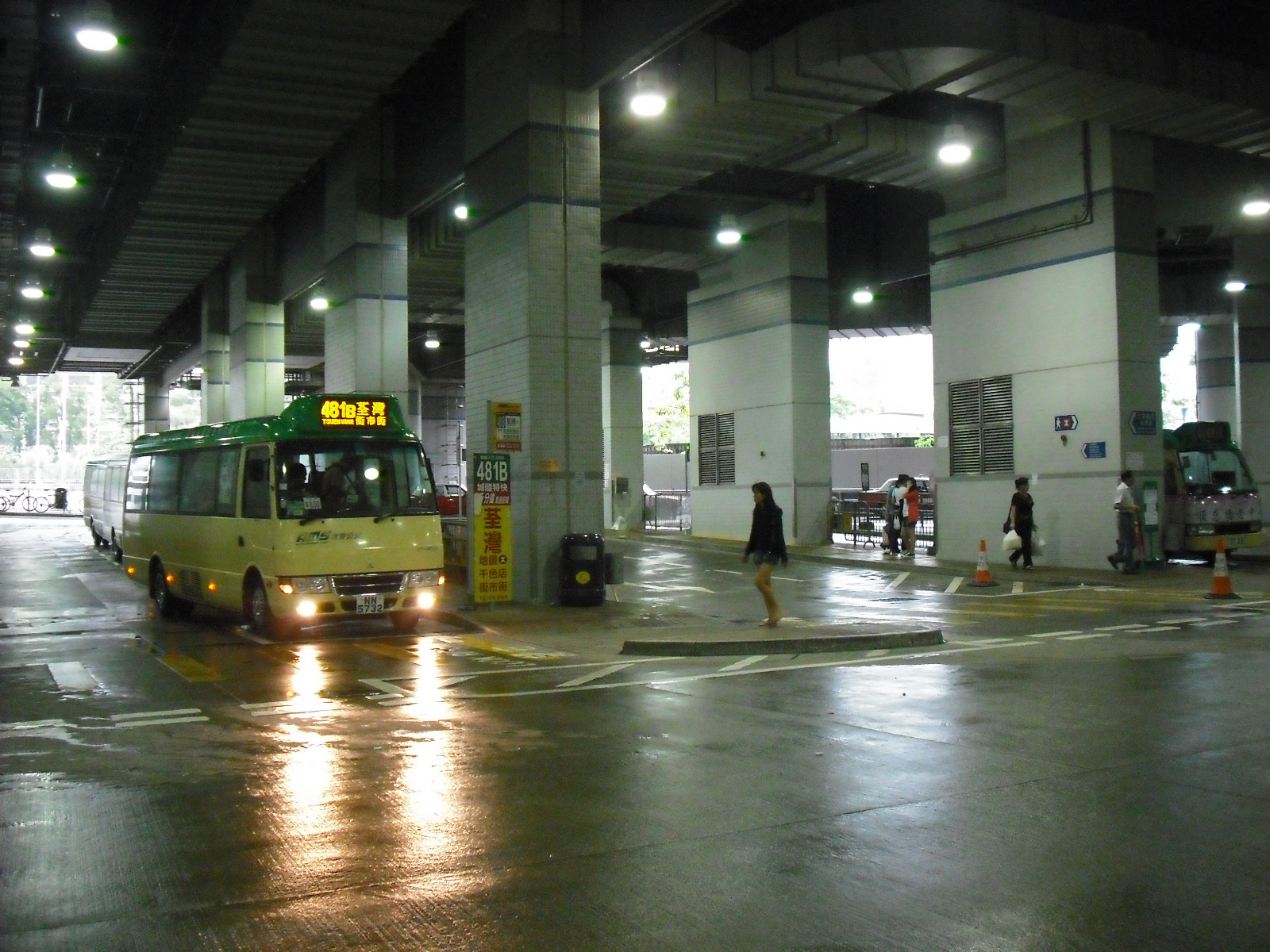
大圍站的專線小巴總站

### 新界區專線小巴61M線（部分時段）
- 世界花園 ↔ 九龍塘站／大圍站

### 新界區專線小巴68K線（特別班次）
- 沙田站（排頭街）／大圍站 ↔ 瑞峰花園
- 大圍站 → 仁安醫院（晨早上課日特別班次）

### 新界區專線小巴403X線
- 大圍站 ↔ 石梨（梨貝街）

### 新界區專線小巴803K線
- 顯徑邨 ↔ 大圍站

## 途經路線資料（巴士）

### 九龍巴士46S線
- 顯徑 ↔ 荃灣（如心廣場）

於2020年4月27日投入服務，途經隆亨邨、新翠邨、美林邨、城門隧道及荃灣，只限往顯徑方向途經此總站。

### 九龍巴士46X線
- 顯徑 ↔ 美孚

於1990年4月20日配合城門隧道通車而投入服務，途經隆亨邨、新翠邨、美林邨、城門隧道、梨木樹、葵涌及荔景，只限往顯徑方向途經此總站。

### 九龍巴士80K線
- 新翠 ↔ 愉翠苑

於1983年9月11日投入服務，途經大圍站、美林邨、沙田市中心、瀝源邨、禾輋邨、沙田第一城及威爾斯親王醫院。

### 九龍巴士87B線
- 新田圍 ↔ 維港灣

只限往新田圍方向途經此總站。

### 九龍巴士88K線
- 顯徑 ↔ 駿景園

於1982年5月7日投入服務，途經大圍、沙田市中心及火炭站，只限往顯徑方向途經此總站。

### 九龍巴士249X線（常規班次）
- 沙田（博康） ↔ 青衣站

於2010年7月26日投入服務，途經沙田市中心、秦石邨、大圍、尖山隧道、昂船洲大橋、長青邨、長康邨及長亨邨，只於平日繁忙時間提供服務，為首條來回程途經青沙公路的巴士路線，只限往青衣站方向途經此總站。後來由2017年3月4日起提升至每天全日服務，來回程並改行呈祥道、葵涌道及青衣南橋，不再途經昂船洲大橋。

## 途經路線資料（專線小巴）

### 新界區專線小巴481B線
- 荃灣街市街 ↔ 大圍（銅鑼灣山）

## 過往路線資料
- 過海隧道巴士686線 (已取消)

## 車坑分佈

### 鋸齒形巴士總站
| 車坑分佈（以入口最左邊起計） | 車坑分佈（以入口最左邊起計） | 車坑分佈（以入口最左邊起計）             |
| 編號                         | 寬度                         | 路線                                     |
| ---------------------------- | ---------------------------- | ---------------------------------------- |
| 1                            | 西面                         | 九龍巴士80K（往新翠）線                  |
| 2                            | 西面                         | 九龍巴士46S、46X、80K（往愉翠苑）、88K線 |
| 3                            | 西面                         | 九龍巴士87B、281線                       |
| 4                            | 西面                         | 九龍巴士88線                             |
| 5                            | 北面                         | 城巴B8線                                 |
| 6                            | 東面                         | 九龍巴士249X線                           |
| 7                            | 東面                         | 城巴79、798P線                           |
| 8                            | 東面                         | 九龍巴士72A、82D線 龍運巴士R42線         |

## 外部連結
- 九巴（页面存档备份，存于）
- 龍運巴士 （页面存档备份，存于）